# Rush Limbaugh
 (octobre 2010).
Le contenu est difficilement compréhensible vu les erreurs de traduction, qui sont peut-être dues à l'utilisation d'un logiciel de traduction automatique.
Rush Limbaugh, né le 12 janvier 1951 à Cap-Girardeau (Missouri) et mort le 17 février 2021 à Palm Beach (Floride), est un animateur de radio et éditorialiste politique américain, connu pour ses positions ultraconservatrices. Il animait The Rush Limbaugh Show, diffusé sur l'ensemble du territoire des États-Unis par Premiere Radio Networks ; c'est le talk show radiophonique le plus écouté du pays.
Dès l'âge de seize ans, Limbaugh travaille comme disc-jockey dans une station de radio. En 1984, il devient animateur d'une émission politique à la radio de Sacramento, en Californie. Son émission ne recevait aucun invité, fonctionnant exclusivement sur son analyse politique conservatrice quant à sa ligne éditoriale. En 1988, il part pour New York où il anime l'émission nationale de son programme sur radio WABC. C'est le début de sa réussite personnelle et de sa renommée nationale.
Dans les années 1990, son succès dépasse le milieu de la radio pour atteindre la presse et la télévision. Il publie consécutivement deux ouvrages qui sont vite des succès de librairie : The Way Things Ought to Be (1992) et See, I Told You So (1993) et figurent parmi les plus fortes ventes du classement des best sellers du New York Times, The Way Things Ought to Be y restera 24 semaines. Limbaugh reconnaîtra ultérieurement que le texte de son premier livre avait été enregistré puis transcrit par John Fonds, rédacteur au Wall Street Journal. Pour See, I Told You So, Joseph Farah du WorldNetDaily est cité comme collaborateur.
De 1992 à 1996, Limbaugh animait un talk show d'une demi-heure à la télévision. Figure controversée de la politique américaine et des médias, Limbaugh accuse fréquemment les médias américains traditionnels d'être trop à gauche ; il critique ce « libéralisme » de la politique et des personnalités politiques américaines, et promeut des positions conservatrices.

## Biographie

### Jeunesse

#### Famille et formation
Rush Limbaugh Hudson III est né à Cap-Girardeau dans le Missouri, de Mildred Carolyn "Millie" née Armstrong et de Rush Limbaugh Hudson, Junior. Son père était un avocat et un ancien pilote de chasse de la Seconde Guerre mondiale qui servit sur le théâtre d'opérations « Chine-Birmanie-Inde ». Sa mère était originaire de Searcy, dans l'Arkansas. L'utilisation du prénom "Rush" est due à son grand-père pour honorer le nom de jeune fille d'un membre de la famille, Edna Rush.
Sa famille compte de nombreux avocats, y compris son grand-père, le père et le frère de David Limbaugh. Son oncle, Stephen N. Limbaugh, Sr. est un juge fédéral qui fut nommé par Ronald Reagan dans le District du Missouri Est. Son cousin, Stephen N. Limbaugh, Jr., est actuellement juge au même tribunal, où il a été nommé par George W. Bush. Rush Limbaugh, Sr., le grand-père de Limbaugh, a été procureur du Missouri, juge, commissaire spécial, membre de la Chambre des représentants du Missouri de 1930 à 1932, et longtemps président de la Société historique du Missouri. Le palais de justice fédéral de Cape Girardeau porte d'ailleurs le nom de Limbaugh en hommage à son grand-père.

#### Éducation
Rush Limbaugh a commencé sa carrière à la radio alors qu'il était encore adolescent en 1967 dans sa ville natale de Cap-Girardeau, en utilisant le pseudonyme de Rusty Sharpe,. Il est diplômé de la Cap Central High School, en 1969. En raison du souhait de ses parents de le voir fréquenter l'Université, il s'inscrit à la Southeast Missouri State University mais la quitta après seulement deux semestres et un été. Selon sa mère, « il y échoua en tout », et « il ne semblait s'intéresser à rien, sauf à la radio » ",.
La date de naissance de Rush Limbaugh a été classée 152e dans la loterie pour partir à la Guerre du Viêt Nam. Or, personne n'y fut envoyé à partir du rang 125. Il a été classé comme « 4-F » en raison d'une blessure au genou, due soit au football soit à un diagnostic de kyste pilonidal,.

### Carrière professionnelle

#### Années 1970
Après l'abandon de ses études à l'Université, Rush Limbaugh déménagea à McKeesport en Pennsylvanie. En 1972, il est devenu disc-jockey du « Top 40 » sur WIXZ, une petite station de radio émettant en ondes courtes, la station couvrant cependant une grande partie de la région de Pittsburgh. Il commença par une émission l'après-midi puis occupa le créneau du matin, sous le pseudonyme de « Jeff Christie ». Limbaugh déménagea de nouveau, en 1973, à Pittsburgh pour la station de KQV en tant que disc-jockey du soir, succédant à Jim Quinn. Il y fut licencié à la fin de 1974, lorsque la station fut vendue à la Taft Broadcasting. La direction aurait dit à Limbaugh qu'il ne gagnerait jamais sa vie sur les ondes et qu'il devrait envisager d'aller travailler dans le commerce. Ne retrouvant pas d'autre emploi à la radio, Limbaugh est revenu au domicile familial de Cape Girardeau. Il y devint un fan à vie de l'équipe de football américain des Pittsburgh Steelers à partir de cette époque de sa vie dans la région.
Jusqu'à la fin des années 1970, Rush Limbaugh a trouvé des emplois dans plusieurs stations de radio de musique avant de s'installer à Kansas City. En 1979, il quitte la radio et accepte le poste de directeur de promotion pour l'équipe de baseball des Kansas City Royals. Il y deviendra l'ami intime du joueur vedette George Brett, maintenant à la retraite, les deux amis sont d'ailleurs restés très proches.

#### Années 1980
En 1984, Rush Limbaugh est retourné à la radio comme animateur d'un talk show sur "KFBK" à Sacramento, en Californie, où il a remplacé Morton Downey, Jr. En 1987, l'abrogation de la "doctrine d'équité" par la Federal Communications Commission, doctrine qui imposait que les stations fournissent du temps d'antenne gratuit pour les réponses à toutes les controverses qui avaient été diffusés sur l'antenne, a permis aux stations de radiodiffusion de diffuser des éditoriaux sans avoir à présenter des vues opposées. Daniel Henninger écrivit, dans le Wall Street Journal que « Ronald Reagan avait démoli ce mur (la doctrine d'équité) en 1987… et que Rush Limbaugh avait été le premier homme à proclamer la libération de l'Allemagne de l'Est de la domination des médias libéraux ».
Le 1er août 1988, après son succès à Sacramento, Rush Limbaugh attira l'attention du Président d'ABC Radio, Edward F. Mac Laughlin, et s'installa à New York où il commença son émission de radio nationale. Il a débuté quelques semaines après la Convention nationale démocrate, et quelques semaines avant la  Convention nationale républicaine. L'émission de Limbaugh à New York a été le modèle de talk-show des stations WABC, 770 AM, et reste le navire amiral de la station.

#### Années 1990
En décembre 1990, le journaliste Lewis Grossberger écrivit dans le New York Times que Rush Limbaugh avait "plus d'auditeurs que n'importe quel autre animateur de talk show" et décrivit son style comme "alternant entre professeur sérieux et humoriste". La popularité croissante de Limbaugh a coïncidé avec la première guerre du Golfe, et son soutien à l'effort de guerre américain et sa façon de tourner au ridicule les militants pacifistes. L'émission a gagné plus de popularité et fut diffusée par d'autres stations touchant ainsi un plus large public, 650 stations de radio du pays auraient rediffusée son émission.
En 1992, le gouverneur démocrate de l'Arkansas, Bill Clinton, a été élu président des États-Unis. Rush Limbaugh fit la satire de l'action politique de Clinton et de la Première Dame, Hillary Rodham Clinton, ainsi que celles des membres du Parti démocrate. Lorsque le Parti républicain obtint le contrôle du Congrès à la suite des élections de 1994, la promotion de première année républicaine attribua à Limbaugh le titre de membre honoraire lors de leur caucus. Cet événement le renforça comme une personnalité influente de la scène politique nationale.

#### Années 2000
Rush Limbaugh fit part de ses difficultés personnelles au cours des années 2000. À la fin de l'année 2001, il reconnut ainsi qu'il était presque complètement sourd, mais qu'il continuait son émission. Il a pu retrouver une bonne partie de son audition avec l'aide d'implants cochléaires. En 2003, Limbaugh fit un bref passage en tant que commentateur de matches de football américain professionnels pour ESPN. Il démissionna quelques semaines après le début de la saison 2003 après avoir fait des commentaires sur le « quaterback » Donovan Mac Nabb, après qu'un journaliste sportif eut interprété, ainsi que d'autres confrères, ses critiques comme des propos racistes à l'encontre de Mac Nabb. Un autre analyste sportif a écrit que le point de vue de Limbaugh était partagé par « de nombreux fans de football et d'autres analystes » et « qu'il était… absurde de dire que les médias sportifs protègent Donovan McNabb parce qu'il était noir ». En avril 2006, Limbaugh s'est lui-même dénoncé et a été arrêté « pour la seule charge de fraude sur ordonnance ». Son dossier a ensuite été radié après qu'une peine de dix-huit mois de rééducation et le paiement des frais de justice fut prononcé.

### Vie privée
Rush Limbaugh s'est marié une première fois le 24 septembre 1977 avec Roxy Maxine Mac Neely, une secrétaire de vente à la station de radio WHB à Kansas City dans le Missouri. Ils se sont mariés à l'Église Méthodiste Unie du Centenaire à Cape Girardeau, Missouri. En mars 1980, Roxy Maxine Mac Neely a demandé le divorce pour incompatibilité d'humeur. Ils ont été officiellement déclarés divorcés le 10 juillet 1980.
En 1983, Rush Limbaugh épousa Michelle Sixta, une étudiante et ouvreuse au Stadium Club de l'équipe des Royals de Kansas City. Ils divorcèrent en 1990 et Michelle se remaria l'année suivante.
Le 27 mai 1994, Rush Limbaugh épousa Marta Fitzgerald, une instructrice d'aérobic de 35 ans qu'il avait rencontrée via le service en ligne CompuServe en 1990. La cérémonie a été célébrée à la maison du Juge de la Cour Suprême des États-Unis Clarence Thomas, qui officiait,. Ils se séparèrent le 11 juin 2004. Rush Limbaugh a annoncé sur les ondes : « Marta a consenti à ma demande de divorce, et nous sommes convenus de demander une séparation à l'amiable, cette platitude semble tout à fait hors de propos. Comme je l'ai dit, c'est une affaire personnelle et je veux que ça le reste. Je n'ai pas l'intention d'en dire plus à ce sujet sur les ondes ». Le divorce a été finalisé en décembre 2004. En septembre 2004, Limbaugh a commencé à fréquenter une nouvelle personnalité de la télévision, Daryn Kagan, le couple se sépara en février 2006. Il aurait une relation avec Kathryn Rogers, une programmeuse de Floride, depuis 2007.

## Le Rush Limbaugh Show
Les émissions de Limbaugh étaient diffusées pendant trois heures chaque semaine à partir de midi, heure de l'Est, à la fois sur les longueurs d'onde courtes (AM) et en modulation de fréquence (FM). Le programme est également diffusé dans le monde entier sur "Armed Forces Radio Network".
Les émissions radiodiffusées sont passées des petites ondes (AM) à la modulation de fréquence (FM) dans les années 1970 en raison de la possibilité de diffuser de la musique en stéréophonie avec une meilleure fidélité. Rush Limbaugh a été le premier animateur à être franchisé à l'échelle nationale en août 1988, à l'époque de la baisse des ondes courtes. La popularité de Limbaugh a ouvert la voie à d'autres talk-shows de stations de radio conservatrices et à devenir monnaie courante sur les ondes courtes. En mars 2006, WBAL à Baltimore est devenue la première station de radio dans le pays à abandonner le programme franchisé de l'émission nationale de Limbaugh. En 2007, le magazine Talkers  nomma à nouveau Limbaugh numéro un des animateurs de talk-show dans son classement "Heavy Cent".
Rush Limbaugh mentionne souvent l'EIB ("Excellence In Broadcasting") du réseau, mais cela est une construction mythique, comme il le déclara au New York Times en 1990. En réalité, son talk-show était franchisé et avait comme copropriétaire, Edward F. Mac Laughlin, ancien président d'ABC qui fonda EFM Media en 1988, avec Rush Limbaugh comme tête affiche. En 1997, Mac Laughlin vendit EFM à Jacor Communications, qui a finalement été rachetée par Clear Channel Communications. Aujourd'hui, Limbaugh détient la majorité du talk-show, qui est franchisé par Premiere Radio Networks.
Selon un article de 2001 paru dans U.S. News & World Report, Rush Limbaugh avait un contrat de huit ans, d'un montant de 31,25 millions de dollars par an. En 2007, Limbaugh gagna 33 millions  $. Le 2 juillet 2008, Matt Drudge déclara que Rush Limbaugh avait signé une prolongation de contrat jusqu'en 2016 à un niveau dépassant plus de 400 millions de dollars annuels, battant tous les records tous supports de diffusion confondus.

### Incidents et  controverses

#### Incident relatif à la maladie de Parkinson de Michael J. Fox
Le 23 octobre 2006, lors de son émission de radio, Rush Limbaugh singea sur le "DittoCam" (la webcam pour le site des abonnés) les symptômes physiques que l'acteur Michael J. Fox avait montré dans une publicité télévisée pour faire prendre conscience de la maladie de Parkinson,. Il déclara : « Fox exagère les effets de sa maladie. Il se déplace en rond avec des tremblements, c'est purement un rôle… C'est vraiment honteux de la part de Michael J. Fox. Soit il n'a pas pris ses médicaments soit il joue un rôle.»
Michael J. Fox est apparu plus tard sur CBS avec Katie Couric et a dit qu'il était en réalité dyskinésique à l'époque, une conséquence de la prise de médicaments antiparkinsoniens.

#### Parodie de «Barack le nègre magique»
Le 19 mars 2007, Rush Limbaugh répondit à un éditorial de David Ehrenstein du Los Angeles Times, en expliquant que Barack Obama se mettait dans le rôle du « nègre magique », et que cela expliquait son appel aux électeurs. Puis plus tard, Limbaugh a chanté une chanson de Paul Shanklin intitulée « Barack le nègre magique », chantée sur l'air de Puff the Magic Dragon.

#### Controverse téléphonique sur les soldats imposteurs
Le 26 septembre 2007, durant la diffusion du Limbaugh's show, Rush Limbaugh a utilisé le terme « faux soldats » en répondant à un auditeur qui soutenait les soldats émettant des critiques sur la participation des États-Unis à la guerre en Irak,,,,  L'auditeur qui s'était dit militaire depuis 14 ans, avait déclaré : « Les médias ne parlent jamais de vrais soldats. Ils aiment à filmer ces soldats qui reviennent de nulle part et parlent à jets continus aux médias.»  Limbaugh l'interrompit, précisant « les faux soldats ». L'auditeur répliqua : « Les soldats faux. Si vous parlez à un vrai soldat, ils sont fiers de servir. Ils ne veulent plus servir en Irak. Ils acceptent leur sacrifice, et ils sont prêts à se sacrifier pour leur pays. Après que l'auditeur eut raccroché, Limbaugh lut une dépêche d'Associated Press relative à Jesse Macbeth qui, engagé dans l'armée mais sans avoir fini sa formation militaire, avait déclaré à des médias alternatifs que lui et son unité avaient fréquemment commis des crimes de guerre en Irak,. Le 7 juin 2007, Macbeth plaida coupable pour l'accusation de fausses déclarations à l'encontre du Département des Anciens combattants des États-Unis et fut condamné à cinq mois de prison ferme assortie d'une peine de trois ans de probation,,. Media Matters pour l'Amérique a noté l'utilisation par Limbaugh du terme de « drôle de soldats » dans un article sur leur site internet. L'article suggère que Limbaugh aurait dit que tous les soldats qui sont en désaccord avec la guerre en Irak étaient de « faux soldats », et leur article a reçu une couverture médiatique substantielle lorsqu'il fut commenté dans les discours des candidats à la présidence John Edwards et Chris Dodd. Limbaugh répondit que par « faux soldats », il ne désignait que Jesse Macbeth ou d'autres soldats qui comme lui prétendaient être soldat alors qu'ils ne l'étaient pas, et que « Media Matters avait souvent l'habitude de sortir les propos de leur contexte ». Media Matters répliqua que Limbaugh n'avait pas mentionné Jesse MacBeth dans son émission de radio du 26 septembre 2007, durant la minute et 50 secondes qu'il avait passée à discuter de « faux soldats » avec l'auditeur. La transcription non éditée de l'émission de radio en question est d'ailleurs consultable sur le site internet de Rush Limbaugh. La transcription inédite de l'émission de radio du 26 septembre 2007 est consultable sur le site internet de Rush Limbaugh.

#### Opération Chaos
Dans une tentative de saper la campagne des primaires du Parti démocrate en 2008, Rush Limbaugh a encouragé ses auditeurs à voter pour celui qui était le dernier dans la course, un effort baptisé « Opération Chaos ». Dans l'Ohio, Limbaugh a encouragé ses auditeurs à s'inscrire en tant que démocrates et de voter pour Hillary Clinton. Dans l'Ohio, les électeurs lors de leur inscription doivent attester qu'ils sont bien inscrits au Parti pour lequel ils votent aux primaires. Environ 16 000 républicains de l'Ohio ont changé de parti pour l'élection. Le bureau du Procureur général de l'Ohio a déclaré qu'il serait difficile de prouver l'intention frauduleuse de chaque électeur. Limbaugh déclara qu'il n'y avait rien de mal à ce que des républicains votent démocrate aux primaires, d'autant que les démocrates ont pu voter pour John McCain dans le Vermont, au New Hampshire, en Floride, et dans d'autres États, en déclarant : « cela devient absurde. S'il n'était pas pour les indépendants et les démocrates, le sénateur McCain ne serait pas notre candidat! »
En espérant que les factions du Parti démocratique entraînerait la désunion lors de leur congrès, Rush Limbaugh a déclaré que « la fin idéale de l'opération Chaos serait que cela continue jusqu'à la Convention démocrate, et que nous ayons une réédition de la Convention nationale démocrate de 1968 avec les voitures qui brûlent, des manifestations, le feu, et des émeutes ou tout cela, c'est l'objectif ici».

### Commentaires sur la politique d'Obama
Le 16 janvier 2009, Rush Limbaugh a lu une lettre lors de son émission de radio qu'il avait reçu une demande d'un point de vente presse nationale :… « Si vous pouviez nous envoyer 400 mots sur votre espoir pour la Présidence d'Obama, nous en avons besoin pour lundi soir, ce serait l'idéal. »  Il a répondu, « je n'ai pas besoin de 400 mots, j'ai besoin de quatre : J'espère qu'il échouera. » Il a expliqué qu'il ne voulait pas "l'absorption de la plus grande partie du secteur privé par le gouvernement américain autant que possible, depuis l'activité bancaire, au marché des prêts hypothécaires, au secteur automobile, aux soins de santé. Je ne veux pas que le gouvernement soit responsable de toutes ces choses. Je ne veux pas que cela fonctionne. " Il a poursuivi: « qu'est-ce qui est injuste dans mon discours ? ; que j'espère que le libéralisme échoue ? Le libéralisme est notre problème. Le libéralisme est ce qui ici nous a mis dangereusement près du précipice ».
Rush Limbaugh a déclaré plus tard qu'il voulait voir la politique d'Obama échouer, mais pas l'homme lui-même. Parlant d'Obama, Limbaugh déclara : « Il est mon président, il est un être humain, et ses idées et sa politique sont ce qui compte pour moi ».

### Leader du Parti républicain
Rush Limbaugh était le conférencier principal à la Conférence d'action politique des conservateurs de 2009; son discours a attiré l'attention générale. Le 1er mars 2009 alors que Rahm Emanuel, chef de cabinet de la Maison Blanche répondait à une question de "Face à la Nation" de CBS lui demandant qui représentait, pour lui, le parti républicain, Emanuel déclara que Limbaugh était son choix,,.
Dans une allocution diffusée sur CNN le 1er mars 2009, Michael Steele, président du Comité National Républicain, dit que Limbaugh n'était qu'un « amuseur » et que sa rhétorique à la Convention était « incendiaire » et « laide ». Steele téléphona plus tard à Limbaugh et s'excusà. Limbaugh déclara qu'il ne voulait pas courir le RNC dans son  « état de sac triste ».
Le 2 mars 2009, Rush Limbaugh répondit à Emanuel  et le 4 mars 2009, Limbaugh défia le Président Barack Obama à venir débattre sur son émission de radio. Limbaugh offrit de payer toutes les dépenses, y compris le voyage du Président, la nourriture, le logement et sa sécurité.

### Émission de télévision
Rush Limbaugh a également eu une tranche horaire où il présentait une émission de télévision d'une demi-heure, de 1992 à 1996, produite par Roger Ailes. L'émission abordait de nombreux sujets comparables à ceux de son émission de radio, et était enregistrée en public. Rush Limbaugh déclara qu'il préférait son émission de radio à son émission de télévision.

### Autres apparitions dans les médias
La première expérience télévisée de Rush Limbaugh eut lieu, le 30 mars 1990, lors d'une invitation de Pat Sajak sur CBS à venir parler en dernière partie de soirée à son Pat Sajak Show. Des militants d'Act Up New York, présents dans le public, ont chahuté Limbaugh à plusieurs reprises, à un tel point que la prestation de Limbaugh pré-enregistrée en studio, n'a, en définitive, pas été diffusée. En 2001, Sajak déclara que cet incident était resté «légendaire sur CBS".
Le 17 décembre 1993, Rush Limbaugh est apparu sur le Late Show de David Letterman. Limbaugh est également apparu en guest-star (jouant son propre rôle) en 1994 dans un épisode de Hearts Afire . Il est apparu en 1995 dans le film de Billy Crystal, Forget Paris, et en 1998 dans un épisode du Drew Carey Show .

#### Événements
En 2007, Rush Limbaugh fit des apparitions sur Fox News Channel dans un programme de courte durée, The 1/2 Hour News Hour, dans une série de parodies le présentant comme le futur président des États-Unis. Dans ces parodies, son vice-président était sa célèbre collègue de la politique conservatrice Ann Coulter. Il fit également une apparition dans un épisode du Family Guy en 2009. Dans cet épisode, une parodie de Star Wars, on peut entendre Rush Limbaugh à la radio déclarer, entre autres, que "l'espace intergalactique libéral » vivait du changement climatique sur la planète "Hoth", et que la position administrative de Lando Calrissian sur la "Ville des Nuages" était le résultat de cette action administrative.
Son personnage a souvent été utilisé comme un modèle pour toute une série stéréotypée de talk-show dans les émissions de télévision ou dans les films, y compris dans un épisode des Simpsons (comme un animateur de talk-show radio conservateur nommé Birch Barlow), comme Gus Baker dans un épisode de Beavis et Butt-head, comme Lash Rambo (animateur de la « perfection de radiodiffusion ») dans un épisode de The New WKRP in Cincinnati, et du rôle de Fielding Chase dans Columbo dérivé du film Butterfly in Shades of Grey.
À la suite de son émission de télévision, Rush Limbaugh a été reconnu comme portant des cravates distinctives. En réponse à l'intérêt des téléspectateurs, Rush Limbaugh lança une ligne de cravates conçues principalement par Marta, sa femme de l'époque. La vente des cravates atteignit plus de 5 millions de dollars la dernière année de vente, mais la ligne a été abandonnée.
En janvier 2010, Chicago Second City a annoncé une nouvelle production, Rush Limbaugh: The Musical, une parodie musicale avec des pastiches reprenant le succès qu'avait obtenue l'émission Rod Blagojevich Superstar en 2009 et qui serait écrite et développée par la même équipe créative.
Le 30 janvier 2010, Rush Limbaugh a fait partie du jury pour l'élection de Miss America 2010 à Las Vegas.

## Points de vue et opinions

### Définition personnelle du mouvement conservateur
Rush Limbaugh écrivit en 2005 une page éditoriale de controverse dans le Wall Street Journal dans laquelle il disait :

« J'aime être un conservateur. Nous, les conservateurs sommes fiers de notre philosophie. Contrairement à nos amis libéraux, qui sont constamment à la recherche de nouveaux mots pour dissimuler leurs véritables convictions et sont dans un état perpétuel de réinvention, nous, les conservateurs sommes fiers de nos idéaux.
Nous sommes confiants dans nos principes et énergiques afin de les faire progresser. Nous croyons à la liberté individuelle, à un gouvernement limité, au capitalisme, à l'État de Droit, à la Foi, à une société qui y voit clair, et à la Sécurité Nationale.
Nous soutenons le choix scolaire, les zones d'entreprises, les réductions d'impôt, la réforme de la protection, les initiatives confessionnelles, le débat politique, les droits des propriétaires et la guerre contre le terrorisme.
Et à la base de notre mouvement, nous vénérons et célébrons le plus magnifique document qui ait jamais été ratifié par un pays en établissant les lois le régissant - la Constitution des États-Unis. Avec la Déclaration d'Indépendance des États-Unis, qui reconnaît notre Dieu, et qui nous donne le droit inaliénable d'être libres, nous avons le fondement sur lequel notre gouvernement s'est bâti et nous a permis de nous épanouir en tant que peuple.
Nous, les conservateurs, ne sommes jamais plus forts que lorsque nous faisons progresser nos principes. »

### Bilan et opinions diverses
Dans la une publiée dans la liste des best-sellers du New York Times, Rush Limbaugh se définit comme conservateur, et est critique vis-à-vis des diffuseurs de nombreux médias leur demandant d'être plus objectifs. Il y critiqua les politiques centristes, les indépendants ainsi que les conservateurs modérés, affirmant qu'ils sont responsables de la victoire démocrate de Barack Obama sur le républicain John McCain lors des élections présidentielles de 2008 et il les invita à quitter le parti républicain. Il plaide pour l'adoption sincère et sérieuse de la philosophie de base du conservatisme en vue d'assurer la survie du parti républicain,,.
Rush Limbaugh est un opposant à l'écologie et à la climatologie. Il a notamment contesté les analyses anthropiques du réchauffement climatique, et la relation entre les chlorofluorocarbures et l'appauvrissement de la couche d'ozone, affirmant qu'aucune preuve scientifique ne l'a mise en évidence. Limbaugh a attaqué les avis scientifiques sur le changement climatique, affirmant que le soi-disant consensus scientifique n'est juste qu'un groupe de scientifiques organisé autour d'un dogme politique. Vous ne pouvez pas obtenir de consensus en matière scientifique… ils pensent que le consensus est la seule façon de faire passer leurs idées parce que les gens vont penser, «Oh, mais tous ces gens merveilleux sont d'accord. Limbaugh a utilisé également le terme de « Wacko environnementalistes » en référence aux avocats de gauche des défenseurs de l'environnement.
Rush Limbaugh est farouchement anti-féministe, déclarant : « Le féminisme a été créé afin de permettre aux  femmes un accès plus facile à des postes au sein de la société. ». Il a aussi popularisé le terme "féminazi", se référant à environ deux douzaines de féministes « pour qui la chose la plus importante dans la vie est de faire en sorte que le plus grand nombre d'avortements puissent être pratiqués ». Il crédita son ami Tom Hazlett, un professeur de droit et d'économie à la George Mason University, de l'invention de cet adjectif. Limbaugh a toujours adopté une position dure contre l'immigration clandestine.
Rush Limbaugh est un partisan de la peine de mort, déclarant : « La seule chose cruelle de la peine de mort reste qu'elle ne dure pas plus d'une minute ».
À propos du Scandale de la prison d'Abu Ghraib, où des prisonniers irakiens avaient fait l'objet de tortures et de mauvais traitements, Rush Limbaugh déclara : « Ce n'est pas différent de ce qui se passe lors du rituel d’initiation de Skull and Bones… Et nous allons détruire la vie des personnels militaires et entraver notre effort militaire, puis nous allons vraiment les accabler parce qu'ils ont passé un bon moment. Vous savez, que ces gens se font tirer dessus tous les jours (se référant aux personnels américains effectuant leur service militaire en Irak). En parlant de personnes ayant passé un tel moment, avez-vous jamais entendu parler de libération émotionnelle,, ? »
Rush Limbaugh a affirmé que les Afro-Américains, contrairement aux autres groupes minoritaires, sont « laissés derrière » dans la société car ils ont été systématiquement formés à un jeune âge à haïr l'Amérique par un mouvement dirigé par des personnalités comme Jeremiah Wright, William Ayers, et Barack et Michelle Obama.
James Rainey du Los Angeles Times a cité des propos de Rush Limbaugh, lors de l'élection de Barack Obama de 2008 comme 44e président des États-Unis comme quoi les démocrates "prenaient votre système d'épargne retraite" pour le mettre dans la Sécurité sociale ".

### Propos divers
Rush Limbaugh utilise des techniques théâtrales dans la présentation de ses monologues quels que soient les sujets. Lors de son émission, des nouvelles sur les SDF sont fréquemment précédées de la chanson de "Clarence Frogman Henry, "Ain't Got No Home" (soit "Je n'ai pas de maison"). Une fois, la chanson de Dionne Warwick  "I Know I'll Never Love This Way Again" (Je n'aimerai plus jamais de cette façon) a fait l'objet d'une couverture musicale en précédant un reportage sur des malades atteints du SIDA These later became "condom updates" preceded by Fifth Dimension's song, "Up, Up and Away (in My Beautiful Balloon)." Pendant deux semaines, en 1989, lors de son émission de radio de Sacramento, Limbaugh pratiqua des avortements "sonores", quand il voulait terminer un appel avec un auditeur, en faisant passer à l'antenne le bruit d'un aspirateur suivi d'un cri. Il nia alors qu'il n'avait pas raccroché à l'auditeur, qu'il avait promis de ne plus le faire. Limbaugh affirme qu'il a utilisé ce gag pour illustrer « la tragédie de l'avortement » et pour mettre en évidence que le problème de l'avortement est, selon lui, un meurtre.

#### Mise en évidence d'inexactitudes
Certains groupes et individus ont ouvertement mis en doute l'exactitude des propos de Rush Limbaugh. Dans son numéro de juillet-août 1994, Extra!, qui est une publication faisant partie d'un mouvement progressiste, le FAIR, cherchant à promouvoir l'équité et l'exactitude des propos dans le journalisme, a retrouvé plus de cinquante inexactitudes et/ou distorsions dans différents commentaires de Limbaugh,. Depuis d'autres médias ou personnalités ont rejoint le FAIR en enquêtant sur les faits et propos de Limbaugh. Al Franken, un chansonnier, a écrit un livre satirique (Rush Limbaugh is a Big Fat Idiot and Other Observations traduisible par "Rush Limbaugn est un triple idiot et autres constats) dans lequel il accusait Limbaugh de déformer les faits pour servir ses propres préjugés politiques. Media Matters for America, une organisation progressiste à but non lucratif, véritable groupe de surveillance des medias, a également été critique vis-à-vis de son éthique.
Rush Limbaugh a été critiqué pour des erreurs par l'Environmental Defense Fund, qui est une organisation non gouvernementale agissant dans le domaine de la protection de l'environnement. Un rapport rédigé comme fonds de défense par les Professeurs Michael Oppenheimer et David Wilcove, tous deux professeurs de biologie à la prestigieuse Princeton University spécialisée dans les sciences de la Terres énumère quatorze faits scientifiques importants lesquels, selon les deux auteurs, ont été déformés à dessein par Rush Limbaugh dans son livreThe Way Things Ought to be (La façon dont les choses doivent être faites". Les auteurs concluent que « Rush Limbaugh… permet à son parti pris politique de fausser la vérité sur toute une série de questions scientifiques importantes. »
Le 6 septembre 2017, alors que l'ouragan Irma ravages les Antilles, il explique à ses auditeurs que les médias dramatisent les conséquences des ouragans pour des raisons politiques qui seraient notamment liées à la promotion des théories sur le réchauffement climatique. Deux jours plus tard il annonce qu'il sera incapable d'assurer la diffusion de son programme depuis sa maison de Palm Beach qu'il doit évacuer en évitant toutefois de préciser les raisons exactes de cette évacuation,.

## Œuvres de bienfaisance

### Téléthon pour la leucémie et le lymphome
Rush Limbaugh est l'animateur d'un téléthon annuel de collecte de fonds appelé le « BEI Cure-a-Thon » pour la Leucémia & Lymphom Society (Leucémie et Lymphome Société). En 2006, la « BEI Cure-a-Thon » a réalisé son 16e téléthon, collectant 1,7 million de dollars, et déclarant avoir totalisé plus de 15 millions de $ de dons depuis sa première édition ». Selon les rapports annuels de la  « Leukemia & Lymphoma Society », Limbaugh aurait contribué lui-même personnellement à des dons compris entre 100 000 $ et 499 999 $ de 2000 à 2005 et aurait donné 320 000 $ en 2007 à la Leukemia and Lymphoma Society. et Limbaugh affirme avoir contribué personnellement à hauteur de 250 000 dollars en 2003, 2004 et 2005,. Le rapport annuel de la Société le classa, pour cette même année en 2006, parmi les donateurs entre 500 000 $ et 999 999 $ Limbaugh fit un don de  320 000 $ durant l'exercice annuel 2007 alors que la Leukemia & Lymphoma Society avait déclaré avoir atteint 3,1 millions de $ de dons. Rush Limbaugh fit finalement un don de 400 000 $ à la Leukemia & Lymphoma Society après que deux auditeurs eurent contesté sa promesse de don initiale de 300 000 dollars.

### Le Programme de Rush: adoptez un soldat 24 heures par jour / 7 jours sur 7
Le site internet de Rush Limbaugh créa une page où les soldats américains pouvaient s'inscrire à un abonnement gratuit au service premium en ligne de Rush Limbaugh, Rush 24 / 7, par le biais des adhésions achetés par les donateurs qui achètent un abonnement (à un prix réduit) comme un don.

### Fondation pour le soutien des Marines Forces de la Loi
Rush Limbaugh mène une campagne annuelle au profit de la Fondation des Marines Forces de la Loi afin de recueillir des sommes pour distribuer des bourses pour les enfants de Marines et de policiers et/ou agents qui sont morts dans l'exercice de leurs fonctions,. La fondation a ainsi bénéficié d'un record de 2,1 millions de dollars aux enchères eBay en octobre 2007 après que Limbaugh eut mis en vente une lettre critique à son encontre signée par 41 sénateurs démocrates et a promis d'égaler le prix de vente.

## Santé

### Dépendances aux médicaments anti-douleur
Le 3 octobre 2003 le National Enquirer annonça que Limbaugh avait été interrogé après avoir obtenu illégalement des médicaments délivrés sur ordonnance : il s'agissait d'antalgiques morphiniques, de l'oxycodone et de l'hydrocodone. D'autres médias ont rapidement confirmé cette information. Rush Limbaugh a reconnu le 10 octobre 2003 devant ses auditeurs lors de son émission radiophonique qu'il avait une addiction aux analgésiques délivrés sur prescription et déclara qu'il suivrait une cure de désintoxication d'un mois, immédiatement après l'émission. Rush Limbaugh a déclaré que sa dépendance aux analgésiques remontait à plusieurs années à la suite de dorsalgies sévères qui avaient été intensifiés par une opération chirurgicale, initialement programmée pour corriger ses problèmes, laquelle avait échoué.
Une enquête ultérieure, lancée par le Procureur du Comté de Palm Beach, a mis en évidence que Rush Limbaugh avait violé les lois de l'État de Floride relatives à la réglementation des médicaments soumis à prescription. Le Procureur leva le secret médical et permit aux enquêteurs de se saisir du dossier médical personnel de Limbaugh cherchant la preuve d'infractions à la réglementation. Le 9 novembre 2005, après deux ans d'enquêtes, l'assistant du Procureur, James L. Martz, a demandé à la Cour de subroger aux droits de confidentialité patient-médecin vis-à-vis de Rush Limbaugh et de permettre à l'État de Floride d'interroger ses médecins, le motif étant "je n'ai aucune idée si M. Limbaugh a, à nouveau, commis un délit". L'avocat de Rush Limbaugh s'est opposé aux intentions du procureur d'interroger ses médecins se basant sur le respect du droit à la vie privée des patients et a soutenu que le procureur avait violé le Quatrième amendement de la Constitution des États-Unis ainsi que les droits de Rush Limbaugh en saisissant illégalement son dossier médical. L'Union Américaine pour les Libertés Civiles a publié une déclaration en ce sens, soutenant cette thèse, et a déposé un dossier d'amicus curiae en soutien à la défense de Rush Limbaugh,. Le 12 décembre 2005, le Juge David F. Crow a rendu une décision interdisant l'État de Floride d'interroger les médecins de Rush Limbaugh "sur la condition médicale du patient ou n'importe quelles informations divulguées par le patient au praticien durant les soins et le traitement."

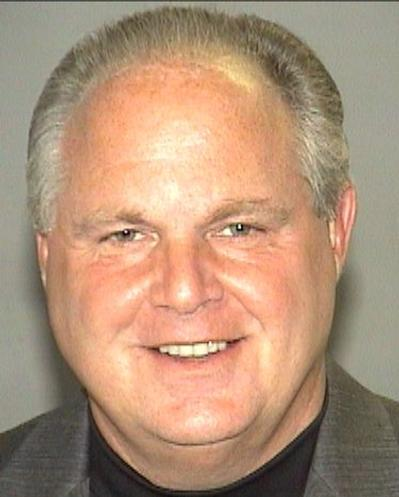
Rush Limbaugh lors de son arrestation par la police du comté de Palm Beach County en avril 2006.

Le 28 avril 2006, Rush Limbaugh et son avocat, Roy Black, se sont rendus à la prison du Comté de Palm Beach après qu'un mandat d'arrêt eut été publié à son encontre pour s'être procuré des médicaments sans ordonnance. Teri Barbera, la porte-parole du Shérif, déclara que durant son arrestation, Limbaugh avait été photographié, que ses empreintes digitales avaient été relevées mais qu'il n'avait pas été menotté. Rush Limbaugh a été libéré, après environ une heure, après avoir versé une caution de 3 000 $,,. Après sa reddition, Limbaugh a plaidé "non coupable" contre les accusations portées contre lui. Les procureurs ont consenti à lever leur accusation si Limbaugh payait 30 000 $ pour régler le coût de l'enquête et s'il terminait un régime de thérapie de 18 mois avec son médecin.
Limbaugh a affirmé que l'accord transactionnel de l'État a résulté d'un manque de preuves soutenant la charge d'achat de médicaments sans ordonnances. Conformément à l'accord, Limbaugh ne peut pas posséder également une arme à feu pendant une durée de dix-huit mois et doit continuer à se soumettre à des recherches de drogues, contrôles qu'il reconnaît avoir subis depuis 2003.
Avant que sa dépendance ne soit connue, Rush Limbaugh avait condamné l'utilisation illégale de médicaments lors de son émission télévisée, déclarant que "l'usage de médicaments, certains pourraient le dire, détruit ce pays. Or nous avons des lois contre la vente de médicaments, la poussée des médicaments, l'utilisation de médicaments, l'importation de médicaments... Et donc, si les citoyens violent la loi en prenant ces médicaments, ils doivent être poursuivis, être reconnus coupables et on doit les incarcérer",.
Selon Roy Black (un des avocats de Rush Limbaugh) « Rush Limbaugh a été inculpé pour qui il est. Nous pensons que le bureau du Procureur a détourné la loi. ».
En juin 2006, Rush Limbaugh a été retenu par des agents de la DEA à l'aéroport international de Palm Beach. Les douaniers ont confisqué du Viagra trouvé dans les bagages de Limbaugh qui revenait de République dominicaine. La prescription n'était pas au nom de Limbaugh.
Après qu'il eut été libéré de ses charges classées sans suite, Limbaugh a plaisanté de cet incident lors de son émission de radio, prétendant qu'il avait obtenu du Viagra au Centre Présidentiel William J. Clinton ainsi qu'à la Bibliothèque Clinton et qu'ils étaient bleus comme les M&M's. Il a également déclaré "J'ai passé de bons moments en République Dominicaine. Je ne vous raconte pas... ".

### Surdité
Rush Limbaugh s'est décrit lui-même comme étant « totalement sourd à 100 % ». En 2001, le corps médical lui avait diagnostiqué une maladie auto-immune rare de l'oreille interne  (AIED), qui, en l'espace de trois mois, a rendu son oreille droite complètement sourde et l'oreille gauche sévèrement sourde. « Je ne peux pas entendre la télévision. Je ne peux pas écouter de la musique. Je suis, à toutes fins utiles, sourd - et c'est arrivé en trois mois. » Le 19 décembre 2001, les oto-rhino-laryngologistes de la House Ear Clinic de Los Angeles ont été capables de restaurer une partie de son audition grâce à la pose d'un implant cochléaire. Limbaugh a bénéficié de la pose d'un dispositif médical implantable : un « Clarion CII Bionic Ear ». En 2005, Limbaugh a été contraint de se soumettre à une chirurgie plastique en raison d'un clignement de l'œil, un effet secondaire de la pose de ses implants cochléaires.

### Amateur de cigares
Au début des années 1990, lorsque la mode des cigares prit de l'ampleur, Rush Limbaugh a été vu souvent avec un cigare à la main et à la fin des années 1990, les cigares étaient devenus quasiment continuels lors des nombreuses apparitions publiques de Rush Limbaugh. Souvent, les séquences de son programme étaient entrecoupées de la phrase, "au milieu des nuages flottant de la fragrance et du premier arôme de la première fumée de cigares, voire deuxième et parfois troisième fumée de cigare", ainsi que la mention d'une histoire imprimée dans ses "vieux doigts jaunis par la nicotine", les cigares sont devenus un sujet principal de discussion. Au printemps de 1994, Limbaugh est apparu sur la couverture du magazine populaire "Cigar Aficionado" et y a raconté l'histoire de sa passion pour les cigares. Depuis, il a participé fréquemment à de nombreux événements tels que "The Big Smoke", ou bien a été invité tout au long de l'année par le magazine. Rush Limbaugh a participé à de nombreuses ventes aux enchères de charité organisée par les magazines de cigares, et est connu pour parler fréquemment avec ses auditeurs au sujet de son cigare et de leurs intérêts, leurs préférences et leurs recommandations. "Je pense que les cigares sont les plus précieux agréments pour apprécier la vie." [112].
Le 20 janvier 2020, il est diagnostiqué d'un cancer du poumon avancé, qui le fait renoncer à son activité professionnelle. Il est décédé des suites de cette maladie le 17 février 2021.

### Hospitalisation pour douleurs à la poitrine
Le 30 décembre 2009, lors de vacances à Honolulu, Hawaï, Rush Limbaugh a été transporté au Queen's Medical Center où il a été admis dans un état grave avec des douleurs thoraciques. Une angiographie n'a trouvé aucun signe de maladie cardiaque.

## Prix et reconnaissance
Un mois après la défaite  de George H. W. Bush face à Bill Clinton en 1992, Ronald Reagan a adressé une lettre à Rush Limbaugh dans laquelle il le remerciait "pour tout ce que vous faites pour promouvoir les principes républicains et conservateurs… [et] vous êtes devenu le numéro un pour la voix du conservatisme dans notre pays.
Rush Limbaugh a été en 1992, en 1995, en 2000 et en 2005, lauréat du "Marconi Radio Award" comme personnalité franchisée de la radio de l'année (prix décerné par l'Association Nationale des Radiodiffuseurs), rejoignant le "Bob & Tom Show" alors que seuls quatre autres présentateurs ont obtenu à quatre reprises le Prix Marconi. Il a été intronisé au Radio Hall of Fame en 1993.
En 2002, le magazine Talkers a classé Rush Limbaugh comme le plus grand animateur de radio de tous les temps. Rush Limbaugh est l’animateur de radio le mieux payé de sa profession.
Le 29 mars 2007, Rush Limbaugh fut le premier animateur à recevoir le Prix "William F. Buckley, Jr." pour les médias, attribué par le "Media Research Center", un groupe d'analyse des médias conservateurs.
Le 5 janvier 2008, le magazine conservateur Human Events annonce que leur « Homme de l’Année 2007 » n'est autre que Rush Limbaugh.
Le 1er décembre 2008, le magazine TV Guide a annoncé que Rush Limbaugh a été cité parmi les dix premières personnalités les plus fascinantes des États-Unis en 2008 à la suite de sa participation à une émission spéciale de Barbara Walters diffusée le 4 décembre 2008 sur ABC.
Le 28 février 2009, après son "premier discours à la Nation" autoproclamé d'une durée de 90 minutes, diffusé en direct sur CNN et Fox News et en différé sur la chaîne "CSPAN", Rush Limbaugh reçut en récompense le "Defender of the Constitution Award" ainsi qu'un document original signé par Benjamin Franklin, de la part du mouvement conservateur "Conservative Political Action Conference" (CPAC), pour avoir "défendu le Premier Amendement de la Constitution des États-Unis… Rush Limbaugh est pour l'Amérique, exactement ce que Benjamin Franklin était pour les Pères fondateurs… nous réussirons si nous écoutons Rush Limbaugh"

Zev Chafets, auteur du livre Rush Limbaugh : une armée d'un soldat, a écrit après la première primaire de la saison d'élection américaine 2010 que Limbaugh était l'intelligence et l'esprit à la base de la renaissance du Parti Républicain après l'élection du Président Obama en 2008.
En mai 2010, dans un article du New-York Times, Chafets attribua entre autres la défaite d'Arlen Specter au Sénat, au fait d'avoir été désigné par Limbaugh de Republican In Name Only. Il y nota de surcroit que Sarah Palin devait ses applaudissements les plus nourris à un aphorisme emprunté à Limbaugh affirmant que les républicains n'étaient pas seulement le parti du "Non!", mais  celui du "Hell, no!" (Pour la grâce de Dieu, non !) 
Plus généralement, Chafets écrivit, que Limbaugh avait favorisé le Parti du "Non!" Ronald Reagan, ligne dure des républicains conservateurs, six semaines après l'investiture de Barack Obama, 
en jouant un rôle fondamental en promouvant le "Mouvement du Tea Party".
En 2020, lors du discours sur l'état de l'Union, le président Donald Trump le décore de la médaille présidentielle de la Liberté, la plus haute décoration civile des États-Unis. La distinction suscite la controverse,.

## Perceptions du public
La mesure de la part d'audience de Rush Limbaugh est incertaine. Arbitron n'a jamais sorti d'évaluation nationale relative à Limbaugh et a dit que ce travail était compliqué, coûteux et chronophage. Arbitron n'a jamais essayé de collecter toutes les données sur son audience et selon leur porte-parole, Thom Mocarsky, "Personne n'a d'intérêt économique pour faire cette étude".
Dans un sondage Rasmussen de mars 2007, 62 % des sondés avaient un avis défavorable sur Rush Limbaugh, alors que 33 % des sondés avaient un avis favorable. Plus récemment, dans un sondage de février 2009, 46 % des sondés avaient un avis favorable de Rush Limbaugh, alors que 43 % le considéraient négativement, avec 10 % d'incertains.
Dans un sondage Gallup du mois de février 2010, 45 % des sondés ont dit qu'ils avaient une impression défavorable de Rush Limbaugh, 28 pour cent ayant un avis favorable. Le fossé de partisans était important, entre les Républicains favorisant Limbaugh à 60 % contre 23 % et les Démocrates le désapprouvant à 63 % contre 6 %.

## Publications
- (en-US) The Way Things Ought to Be (1992) Pocket Books  (ISBN 067175145X)
- (en-US) See, I Told You So (1993) Pocket Books  (ISBN 067187120X)

En 1992, Rush Limbaugh a publié son premier livre, The Way Things Ought to Be, suivi de See, I Told You So en  1993. Tous deux figurèrent parmi les premiers titres de la liste des best-sellers du New York Times, The  Way Things Ought to Be y resta même dans le classement pendant 24 semaines. Rush Limbaugh reconnut ultérieurement que le texte de son premier livre avait été enregistré puis transcrit par John Fonds, un écrivain du Wall Street Journal. Dans le deuxième livre, Joseph Farah du WorldNetDaily fut cité comme collaborateur.